# Leprodes gibbifer
Leprodes gibbifer är en insektsart som beskrevs av Ludwig Redtenbacher 1906. Leprodes gibbifer ingår i släktet Leprodes och familjen Bacillidae. Inga underarter finns listade i Catalogue of Life.